# Mier y Noriega
Mier y Noriega är en kommun i Mexiko.   Den ligger i delstaten Nuevo León, i den centrala delen av landet, 500 km norr om huvudstaden Mexico City.
Följande samhällen finns i Mier y Noriega:
- Las Palomas
- La Cardona
- Dolores
- San Antonio de Alamitos
- Jesús María del Terrero
- San José de Cuatro Caminos
- Las Mesas de San Juan